# 276P/Vorobjov
276P/Vorobjov è una cometa periodica appartenente alla famiglia delle comete gioviane. La cometa è stata scoperta il 15 ottobre 2012 dall'astrofilo slovacco Tomáš Vorobjov, il reperimento d'immagini di prescoperta risalenti fino al dicembre 2000, epoca del precedente passaggio al perielio ha permesso di numerare la cometa pochi mesi dopo la scoperta.